# Castiarina ignea
Castiarina ignea es una especie de escarabajo del género Castiarina, familia Buprestidae. Fue descrita científicamente por Blackburn en 1892.